# زیارتگاه گریچه
زیارتگاه گریچه مربوط به دوره ایلخانی - دوره قاجار است و در کاشان، خیابان علوی، محله گریچه واقع شده و این اثر در تاریخ ۷ مهر ۱۳۸۱ با شمارهٔ ثبت ۶۵۳۲ به‌عنوان یکی از آثار ملی ایران به ثبت رسیده است.